# Фінал клубного чемпіонату світу з футболу 2017
Фінал Клубного чемпіонату світу з футболу 2017 — фінальний матч Клубного чемпіонату світу 2017, футбольного турніру для клубів-чемпіонів кожної з шести конфередераций ФІФА та чемпіона країни-господарки турніру. Матч відбувся 16 грудня 2017 року на стадіоні «Заєд Спортс Сіті» у місті Абу-Дабі, ОАЕ.
У матчі зійшлись чинний володар титулу іспанський «Реал Мадрид» і бразильський «Греміо». Перемогу з мінімальним рахунком здобули представники Європи. Це стало третьою перемогою «вершкових» на турнірі, у тому числі вдруге поспіль, що до цього не траплялось.

## Шлях до фіналу
| Реал Мадрид                            | Реал Мадрид                            | Team                         | Греміо                             | Греміо                             |
| -------------------------------------- | -------------------------------------- | ---------------------------- | ---------------------------------- | ---------------------------------- |
| Переможець Ліги чемпіонів УЄФА 2016–17 | Переможець Ліги чемпіонів УЄФА 2016–17 | Кваліфікація                 | Переможець Кубок Лібертадорес 2017 | Переможець Кубок Лібертадорес 2017 |
| Суперник                               | Результат                              | Клубний чемпіонат світу 2017 | Суперник                           | Результат                          |
| «Аль-Джазіра»                          | 2–1                                    | Півфінали                    | «Пачука»                           | 1–0 дч                             |

## Матч
| 16 грудня 2017 21:00 UTC+4 |

| Реал Мадрид | 1–0          | Греміо |
| ----------- | ------------ | ------ |
| Роналду 53' | Звіт (англ.) |        |

| «Заєд Спортс Сіті», Абу-Дабі Глядачів: 41,094 Арбітр: Сесар Артуро Рамос (Мексика) |

| Реал Мадрид | Греміо |

| ВР            | 1  | Кейлор Навас      |     |     |
| ЗХ            | 2  | Дані Карвахаль    |     |     |
| ЗХ            | 5  | Рафаель Варан     |     |     |
| ЗХ            | 4  | Серхіо Рамос ()   |     |     |
| ЗХ            | 12 | Марсело           |     |     |
| ПЗ            | 10 | Лука Модрич       |     |     |
| ПЗ            | 14 | Каземіро          | 27' |     |
| ПЗ            | 8  | Тоні Кроос        |     |     |
| ПЗ            | 22 | Іско              |     | 73' |
| ПЗ            | 7  | Кріштіану Роналду |     |     |
| НП            | 9  | Карім Бензема     |     | 79' |
| Запасні:      |    |                   |     |     |
| ВР            | 13 | Кіко Касілья      |     |     |
| ВР            | 35 | Мога Рамос        |     |     |
| ЗХ            | 3  | Хесус Вальєхо     |     |     |
| ЗХ            | 6  | Начо              |     |     |
| ЗХ            | 15 | Тео Ернандес      |     |     |
| ЗХ            | 19 | Ашраф Хакімі      |     |     |
| ПЗ            | 18 | Маркос Льоренте   |     |     |
| ПЗ            | 20 | Марко Асенсіо     |     |     |
| ПЗ            | 23 | Матео Ковачич     |     |     |
| ПЗ            | 24 | Дані Себальйос    |     |     |
| ПЗ            | 11 | Гарет Бейл        |     | 79' |
| НП            | 17 | Лукас Васкес      |     | 73' |
| НП            | 21 | Борха Майораль    |     |     |
| Тренер:       |    |                   |     |     |
| Зінедін Зідан |    |                   |     |     |

| ВР           | 1  | Марсело Грое      |  |     |
| ЗХ           | 2  | Мендес            |  |     |
| ЗХ           | 3  | Педро Жеромел ()  |  |     |
| ЗХ           | 4  | Вальтер Каннеманн |  |     |
| ЗХ           | 12 | Бруно Кортес      |  |     |
| ПЗ           | 5  | дос Сантос        |  | 84' |
| ПЗ           | 25 | Сікейра           |  |     |
| ПЗ           | 17 | Бенетті           |  | 71' |
| ПЗ           | 7  | Вієйра            |  |     |
| ПЗ           | 21 | да Сілва          |  |     |
| НП           | 18 | Лукас Барріос     |  | 63' |
| Запасні:     |    |                   |  |     |
| ВР           | 30 | Бруно Грассі      |  |     |
| ВР           | 48 | Відотті           |  |     |
| ЗХ           | 6  | Леонардо Гомес    |  |     |
| ЗХ           | 14 | Бруно Родріго     |  |     |
| ЗХ           | 15 | Рафаел Тьєре      |  |     |
| ЗХ           | 22 | Брессанеллі       |  |     |
| ЗХ           | 26 | Феррейра          |  |     |
| ЗХ           | 88 | Лео Моура         |  |     |
| ПЗ           | 8  | Майкон Соуза      |  | 84' |
| ПЗ           | 28 | Кайо Мендес       |  |     |
| НП           | 9  | Жаел Феррейра     |  | 63' |
| НП           | 11 | Евертон Соарес    |  | 71' |
| Тренер:      |    |                   |  |     |
| Ренато Гаушо |    |                   |  |     |

| Гравець матчу: Кріштіану Роналду (Реал Мадрид) Помічники арбітра: Марвін Торрентера Мігель Анхель Ернандес Четвертий арбітр: Равшан Ірматов Помічники арбітра з відео: Марк Гейгер Жахонгір Саїдов Помічник помічників арбітра з відео: Фелікс Цваєр | Правила матчу - 90 хвилин. - 30 хвилин овертайму при необхідності. - Серія післяматчевих пенальті, якщо рахунок залишається рівним. - Дванадцять запасних. - Не більше трьох замін. |